# Charles Oluf Herlofson
Charles Oluf Herlofson (* 28. März 1916 in Oslo; † 4. Dezember 1984) war ein norwegischer Offizier.
Herlofson, Sohn des Fußballspielers Charles Herlofson, wurde 1981 im Range eines Konteradmirals pensioniert.
Er war Träger zahlreicher Auszeichnungen, so der Legion of Merit.